# Mike Phillips (rugbista)
William Michael "Mike" Phillips (Carmarthen, 29 de agosto de 1982) es un exjugador de rugby galés que jugaba en la posición de medio melé para la selección nacional de Gales. 
El 16 de marzo de 2013 Phillips superó el récord de 76 partidos con Dwayne Peel como el medio melée que más partidos ha jugado con Gales.
Alto y potente, propiedades inusuales en un medio melée, ha sido comparado con el antiguo internacional galés Terry Holmes.

## Carrera internacional
Phillips representó a Gales ya desde la categoría de menores de 21 donde jugó con el compañero jugador de Cardiff Nicky Robinson. En 2003 debutó con Gales contra Rumanía y logró un ensayo. Phillips hizo una gira con Argentina y Sudáfrica en 2004, y también durante la gira de 2005 de Estados Unidos y Canadá.
Con Gales jugó el Seis Naciones de 2006 , a pesar de haber tenido un mal Internacional de Otoño donde empezó contra Nueva Zelanda en un partido que terminó con una fuerte derrota de Gales.
Su primer partido vino contra Italia tras Dwayne Peel, quien había empezado el juego como medio melée y resultó lesionado en el minuto 7. También empezó contra Les Bleus donde jugó extremadamente bien, consiguiendo el premio de hombre del partido. Después de una exitosa temporada con los Blues, fue escogido para la gira de Gales por Argentina donde empezó ambos tests.
Phillips entró en el equipo para la Copa Mundial de Rugby de 2007. Comenzó un partido contra Japón en el que logró un ensayo y obtuvo el premio de hombre del partido. Fue un torneo muy decepcionante para Gales, siendo derrotado por Fiyi en la fase de grupos.
En 2008, Gales tuvo un nuevo entrenador, Warren Gatland, a quien le gustaba la presencia física de Phillips. Se abrió camino en el equipo galés contra Inglaterra, para el Torneo de las Seis Naciones 2008. Obtuvo el ensayo de la victoria logrando Gales una victoria 26–19 – la primera en Twickenham en 20 años. Phillips comenzó el siguiente partido contra Escocia, que Gales ganó 30–15. Phillips fue reemplazado después por Dwayne Peel para el partido contra Italia; sin embargo, volvió 42 minutos después porque Peel se lesionó de nuevo, y eso tuvo un impacto significativo, pues Gales barrió a los azzurri 47–8. Phillips luego jugó desde el principio contra Irlanda. Gales logró cuatro de cuatro al ganar a los irlandeses 16–12 para reclamar la triple corona. Phillips también jugó desde el principio contra Francia, cuando Gales logró su segundo grand slam en cuatro años con un contundente 29–12 contra Les Bleus. Phillips fue uno de los seis jugadores nominados como jugadores del torneo. Pero su compañero en los Ospreys, Shane Williams, obtuvo el premio.
Jugó los cinco partidos del Seis Naciones de 2009. Fue incluido en el equipo del torneo, pero Gales terminó en un decepcionante cuarto puesto después de sufrir derrotas ante Francia e Irlanda. El 21 de abril de 2009 fue seleccionado como uno de los 13 jugadores galeses para la gira de los British and Irish Lions a Sudáfrica. Y el 10 de junio de 2009 logró su primer ensayo con los Lions, contribuyendo a su victoria 39–3 contra los Sharks. También logró un ensayo contra los Springboks pero los Lions perdieron 26–21. Phillips jugó en el siguiente test, pero los Lions volvioeron a perder 28–25. Jugó en el test final también, y fue uno de los únicos cinco jugadores que intervino en los tres tests. Los Lions ganaron su primer partido test desde 2001 con una aplastante victoria 28–9. La serie de Phillips fue soberbia y fue uno de los jugadores de la gira.
El 12 de marzo de 2011, Phillips logró un ensayo controvertido frente a Irlanda en el Torneo de las Seis Naciones 2011, cuando Gales ganó el partido por 19-13.
Al ser elegido como uno de los mejores jugadores del Torneo de las Seis Naciones 2013, se advirtió que Mike Phillips tiene sus detractores, pero la manera en que afrontó el partido contra Inglaterra confirmó su reputación como "hombre para las grandes ocasiones". Tuvo un gran pase, el mejor "medio melée" atacante del mundo.
Fue incluido a última hora en la selección de rugby galesa de la Copa Mundial de Rugby de 2015, por lesión de otro jugador.
Se proclamó campeón del Top 14 francés en la temporada 2015-2016 al ganar la final al Toulon por 29-21 .